# Эксидёй (Шаранта)
Эксидёй (фр. Exideuil) — коммуна во Франции, находится в регионе Пуату — Шаранта. Департамент — Шаранта. Входит в состав кантона Шабане. Округ коммуны — Конфолан.
Код INSEE коммуны — 16134.

## География
Коммуна расположена приблизительно в 360 км к югу от Парижа, в 85 км южнее Пуатье, в 50 км к северо-востоку от Ангулема.
Через территорию коммуны протекает река Вьенна.

## Население
Население коммуны на 2008 год составляло 1072 человека.
| 1962 | 1968 | 1975 | 1982 | 1990 | 1999 | 2008 |
| ---- | ---- | ---- | ---- | ---- | ---- | ---- |
| 1116 | 1135 | 1212 | 1115 | 1039 | 1015 | 1072 |

## Экономика
В 2007 году среди 645 человек в трудоспособном возрасте (15—64 лет) 435 были экономически активными, 210 — неактивными (показатель активности — 67,4 %, в 1999 году было 72,3 %). Из 435 активных работали 383 человека (215 мужчин и 168 женщин), безработных было 52 (20 мужчин и 32 женщины). Среди 210 неактивных 33 человека были учениками или студентами, 102 — пенсионерами, 75 были неактивными по другим причинам.

## Достопримечательности
- Замок Шетардье[фр.] (XVI век). Исторический памятник с 1973 года[3]
- Приходская церковь Сент-Андре (XII век). Исторический памятник с 1964 года[4]

## Фотогалерея
- Церковь Сент-Андре
- Замок Шетардье
- Вокзал
- Мост через реку Вьенна